# حسن مزهر
حسن حسان مزهر (31 أكتوبر 1981) هو لاعب كرة قدم لبناني سابق لعب في مركز قلب الدفاع.

## روابط خارجية
- حسن مزهر على فرق كرة القدم الوطنية.كوم
- حسن مزهر  على سكروي
- حسن مزهر على موقع أف آي لبنان (FA Lebanon)